# 等候停车场

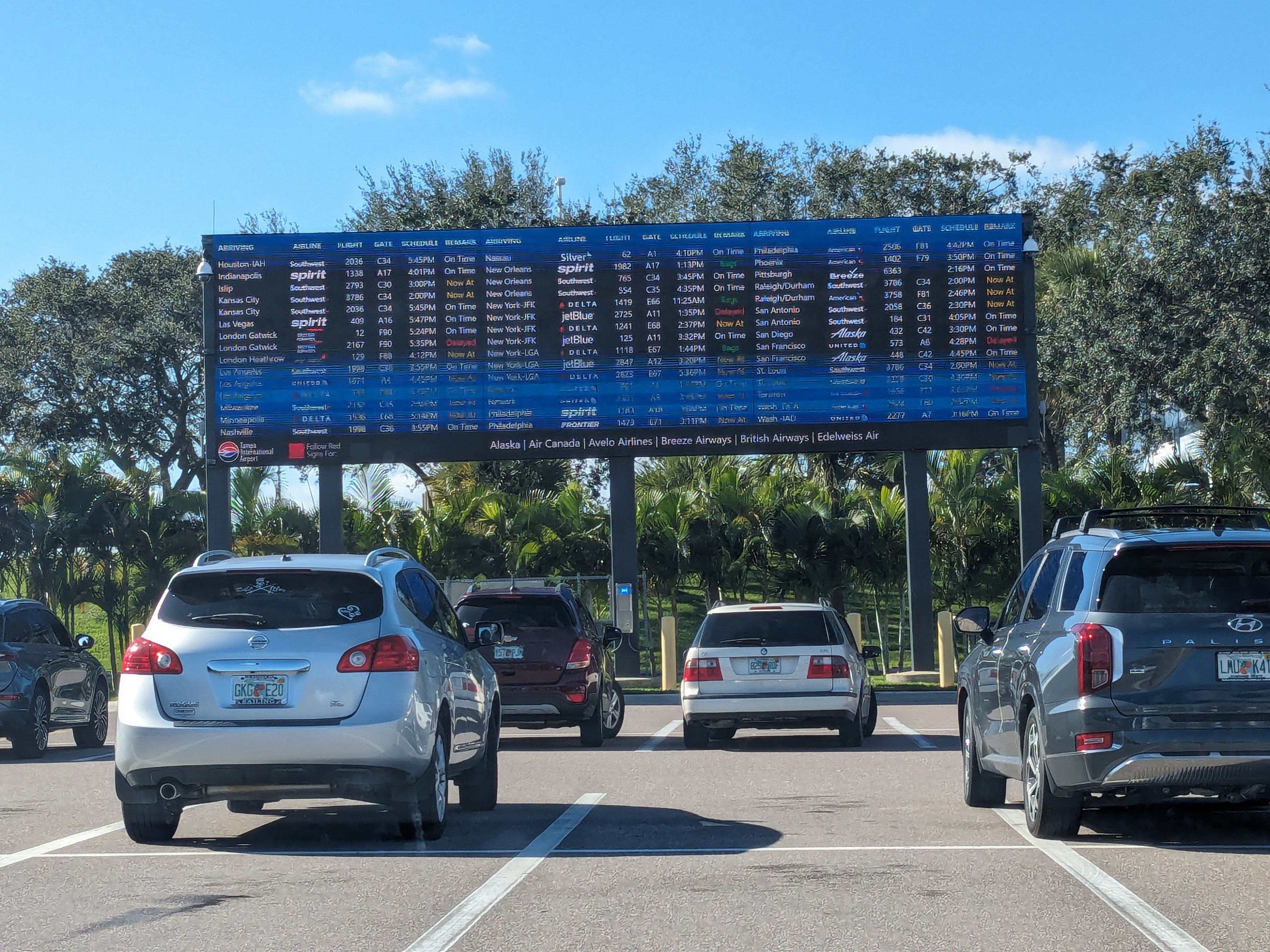
坦帕國際機場手机等候区

等候停车场（英語：Cell phone lot，又称：手机等候区，手机停车场）是一种常见于機場的停車場，专为接机等待设计。其目的在于减少机场到达区的拥堵，避免车辆为了躲避停车的费用而在机场附近反复绕行或停靠在高速公路旁。一旦乘客的航班降落，取完行李并准备好被接走时，便可以拨打电话联系等待区的司机。这些停车场通常是免费的，距离航站楼仅需几分钟车程。